# ボグスワフ・ラジヴィウ
ボグスワフ・ラジヴィウ（ポーランド語: Bogusław Radziwiłł；リトアニア語: Boguslovas Radvila、1620年5月3日 - 1669年12月31日）は、ポーランド・リトアニア共和国のマグナート、公（帝国諸侯）。1638年よりリトアニア大旗手、1648年よりリトアニア騎兵長官を務め、バルスクの代官でもあった。1657年にはブランデンブルク選帝侯によってプロイセン公国総督に任命された。 

## 生涯
ヴィリニュス城代を務めたヤヌシュ・ラジヴィウ公と、その2番目の妻でブランデンブルク選帝侯ヨハン・ゲオルクの娘であるエリーザベト・ゾフィーの間に一人息子として生まれた。ボグスワフはカジミェシュ4世の直系子孫である母親を通じてリトアニアの統治者の血を引いていた。ボグスワフは生後半年で父を亡くしてビルジャイ、ドゥビンギェイ、スウツク、コプィタの所領を相続した。1637年から1648年まで、彼はドイツ、ネーデルラント、フランス、イギリスに留学している。
リトアニア大公国の支配権を狙うラジヴィウ家と、連合共和国との関係はすでに数十年にわたり円滑を欠くものとなっていた。1654年にスウェーデン軍によるポーランド侵攻（大洪水時代）が決まると、ボグスワフは従兄のヤヌシュ・ラジヴィウと共にスウェーデン王カール10世グスタフとの交渉を始めた。この交渉の目的は、ポーランド・リトアニア共和国の国家体制を崩壊させ、リトアニアにラジヴィウ家の独占支配を確立することを狙いとしていた。1655年10月、ボグスワフはヤヌシュと一緒にスウェーデン・リトアニア連合体制を成立させるケダイネイ条約に調印した。この条約では、リトアニア大公国から2つの公国が分割され、ヤヌシュとボグスワフに与えられることが決まっていた。
しかし、同年にティショフツェ連盟が結ばれ、国王ヤン2世カジミェシュと彼の支持者達が徐々に反転攻勢を開始すると、ボグスワフとヤヌシュの野心は実を結ぶことはなくなった。ヤヌシュは12月に国王軍に包囲されたティコツィンの城で死んだが、ボグスワフは私兵軍を連れてプロイセン公国に逃れ、母方の親戚であるブランデンブルク選帝侯及びプロイセン公フリードリヒ・ヴィルヘルムの庇護を受けた。フリードリヒ・ヴィルヘルムもまた、プロイセン公国の宗主権者である共和国に反旗を翻していた。1656年10月8日のプロストキの戦いで、ボグスワフの軍隊は共和国軍を指揮するリトアニア野戦ヘトマンのヴィンツェンティ・コルヴィン・ゴシェフスキに大敗を喫した。ボススワフはこの戦いで共和国軍を支援していたクリミア・タタール軍に捕まり、奴隷としてクリミアに連行されそうになった。タタール人の司令官との必死の話し合いの末、ボグスワフの身柄はゴシェフスキに引き渡された。
1665年、盟友だった従兄ヤヌシュの唯一人の遺児であるアンナ・マリアと結婚したが、夫妻には一人娘ルドヴィカ・カロリナが授かっただけであった。このため、ラジヴィウ家のうちカルヴァン派を信仰するビルジャイ＝ドゥビンギェイ系統（イェジ・ラジヴィウの直系）は、ボグスワフの次の世代で断絶を迎えることが決まった。1669年、ボグスワフは亡命先のケーニヒスベルクで没し、家領と共和国内のプロテスタント教会を保護する使命は、僅か2歳の娘ルドヴィカに託された。
ヤヌシュとボグスワフの従兄弟は現代のリトアニア共和国ではリトアニア民族独立の英雄として扱われている一方、ポーランド・リトアニア共和国（及びポーランド分割の時代）では共和国の貴族や啓蒙思想家の間では多民族共和国の結束と連帯を裏切って連邦制度を衰退させる発端を作った愚か者従兄弟として扱われた。共和国の歴史においては、ボグスワフとヤヌシュの行動は、王と共和国のためにスウェーデンの侵略者と戦ったミハウ・カジミェシュ・ラジヴィウら一族の他の人々の「功績」を無にし、共和国への「反逆」行為によって一族の名に泥を塗るものであったとされ、その評価は惨憺たるものである。ポーランドでは学校指定図書で、大ヒットした映画の原作でもあるヘンリク・シェンキェヴィチの愛国的小説『大洪水』では、ボグスワフは魔王として描かれている。ポーランド・リトアニア共和国の後継国家を自認する現在のポーランド共和国でも、一定の同情は得た上ではあるが全体的には自己中心的な分離主義者達だという論調の評価を受けている。